# Руновић
Руновић је насељено место и седиште општине Руновићи, Сплитско-далматинска жупанија, Република Хрватска.

## Историја
До територијалне реорганизације у Хрватској налазио се у саставу старе општине Имотски.

## Становништво
На попису становништва 2011. године, Руновић је имао 2.024 становника.
| Број становника по пописима | Број становника по пописима | Број становника по пописима | Број становника по пописима | Број становника по пописима | Број становника по пописима | Број становника по пописима | Број становника по пописима | Број становника по пописима | Број становника по пописима | Број становника по пописима | Број становника по пописима | Број становника по пописима | Број становника по пописима | Број становника по пописима | Број становника по пописима |
| --------------------------- | --------------------------- | --------------------------- | --------------------------- | --------------------------- | --------------------------- | --------------------------- | --------------------------- | --------------------------- | --------------------------- | --------------------------- | --------------------------- | --------------------------- | --------------------------- | --------------------------- | --------------------------- |
| 1857                        | 1869                        | 1880                        | 1890                        | 1900                        | 1910                        | 1921                        | 1931                        | 1948                        | 1953                        | 1961                        | 1971                        | 1981                        | 1991                        | 2001                        | 2011                        |
| 956                         | 1.813                       | 1.533                       | 1.771                       | 2.154                       | 3.011                       | 2.917                       | 2.057                       | 2.429                       | 2.447                       | 2.495                       | 2.598                       | 2.293                       | 2.519                       | 2.071                       | 2.024                       |

Напомена: У 1869. и 1921. садржи податке за насеља Хршћевани и Змијавци.

### Попис1991.
На попису становништва 1991. године, насељено место Руновић је имало 2.519 становника, следећег националног састава:
| Попис 1991.‍   | Попис 1991.‍  | Попис 1991.‍ | Попис 1991.‍ | Попис 1991.‍ |
| ------------- | ------------ | ----------- | ----------- | ----------- |
|               |              |             |             |             |
| Хрвати        | Хрвати       |             | 2.496       | 99,08%      |
| Срби          | Срби         |             | 2           | 0,07%       |
| Немци         | Немци        |             | 1           | 0,03%       |
| Црногорци     | Црногорци    |             | 1           | 0,03%       |
| Чеси          | Чеси         |             | 1           | 0,03%       |
| неопредељени  | неопредељени |             | 1           | 0,03%       |
| непознато     | непознато    |             | 17          | 0,67%       |
| укупно: 2.519 |              |             |             |             |